# 중땅벌
중땅벌(학명: Dolichovespula media)은 벌목 말벌과 중땅벌속에 속하는 곤충으로, 유럽·아시아 전역에 분포한다. 벌집을 트는 장소를 잘 가리지 않아 수상(樹上)·지면·덤불·건물 외벽이나 처마 등을 벌집의 기반으로 삼는다. 북반구에서는 주로 5~10월에 관찰할 수 있다.